# Ponorková válka

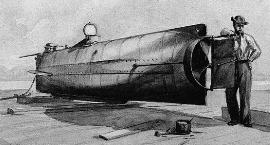
H.L. Hunley, první ponorka, která potopila nepřátelské plavidlo v boji.

Termínem ponorková válka se označuje boj, ve kterém jsou použity ponorky, které útočí a potápí nepřátelské válečné a nákladní lodě. Pokud je na lodě zaútočeno bez varování, mluví se o neomezené ponorkové válce.
Současná ponorková válka si zakládá zejména na ponorkách poháněných dieselovým nebo jaderným pohonem. Nejčastějším druhem výzbroje těchto ponorek jsou torpéda a rakety.

## Historie
První známou a plně funkční vojenskou ponorkou byla Turtle (Želva), sestrojená roku 1776 Davidem Bushnellem během americké války za nezávislost.
Prvním úspěšným nasazením ponorky v přímém boji bylo nasazení konfederační ponorky H.L. Hunley proti lodi unie Housatonic. Útok byl úspěšný, ale H.L. Hunley byl těžce poškozen.
Všechny ponorky z této epochy byly víceméně improvizované konstrukce, které se vyznačovaly zpravidla ručním pohonem, těžkopádným řízením, což je dělalo nasaditelné pouze v blízkosti pobřeží. Také byly přizpůsobeny k útoku taranem, případně minami, což činilo jejich nasazení životu nebezpečné pro vlastní posádky.

### Průmyslová revoluce
První ponorky jak je známe víceméně dnes, byly vyrobeny v USA firmami Holland a Lake. Tyto inspirovaly a výrazně ovlivnily konstruktérů a plánovačů po celém světě. Ironií osudu Spojené státy začaly budovat svou ponorkovou flotilu mezi posledními.
Ponorky typu Holland výrazně předběhly dobu, vyznačovaly se skvělým hydrodynamickým tvarem, měly dokonce plně automatickou kontrolu (v oné době už nastupovali řídící teorie, viz Hurwitz-Stodola). Tyto systémy se ale vyznačovaly dětskými nemocemi a námořnictva přešli na nejbližší století na spolehlivější manuální řízení.
Pohon ponorek zajišťoval na hladině spalovací motor, nejprve benzínový, ale postupně se přešlo na naftový (menší nebezpečí výbuchu). Spalovací motory ale nemohly dlouhodobě pracovat pod hladinou, protože by rychle spotřebovaly všechny zásoby kyslíku. Pod hladinou se ponorky pohybovaly pomocí elektromotorů. Elektromotor se použil spíše jako spalovací motor, pro své zřejmé výhody, ale vzhledem k malému dosahu byl samostatně nevyužitelný, slučoval se se spalovacím a později naftovým pohonem, který sloužil primárně na dobíjení vybitých akumulátorů a sekundární na prodloužení dosahu ponorky.
Z těchto důvodů strávily ponorky více času na hladině jako pod ní, a proto se také upustilo od Lakeova hydrodynamického tvaru a ponorky začaly připomínat spíše větší čluny s palubou nahoře. I když se tím vylepšily plavební vlastnosti na hladině, ponorky se staly výrazně pomalejšími pod hladinou, kde se rychlostně nevyrovnaly dokonce ani poměrně pomalým obchodním plavidlům. Konstrukční problém spočívá ve faktu, že požadavky na rychlost plavby na hladině a pod hladinou si vzájemně odporují. Ponorka která má dosahovat vysokou rychlost pod vodou ji nemůže podle tvaru trupu dosahovat na hladině a obráceně. Lakeova ponorka byla konstruována jako podmořské plavidlo poháněné elektromotorem a bateriemi. Její tvary trupu byly konstruovány pro plavbu pod vodou. Proto dosahovala stejnou rychlost ponořena jako Hollandová ponorka s motorem 50krát slabším. Ale na hladině byla daleko pomalejší a neměla možnost dobíjet akumulátory.
Vzhledem k faktu, že v té době ještě neexistovala letadla z nichž ponořenou ponorku v hloubce do 50 metrů z výšky asi 100 metrů lze jasně rozeznat, stačila ponorkám ponorná hloubka do 35 metrů. Prakticky ale už v 15 metrech byla ponorka pod vodou z běžné lodi i zblízka nepozorovatelná.

### První světová válka

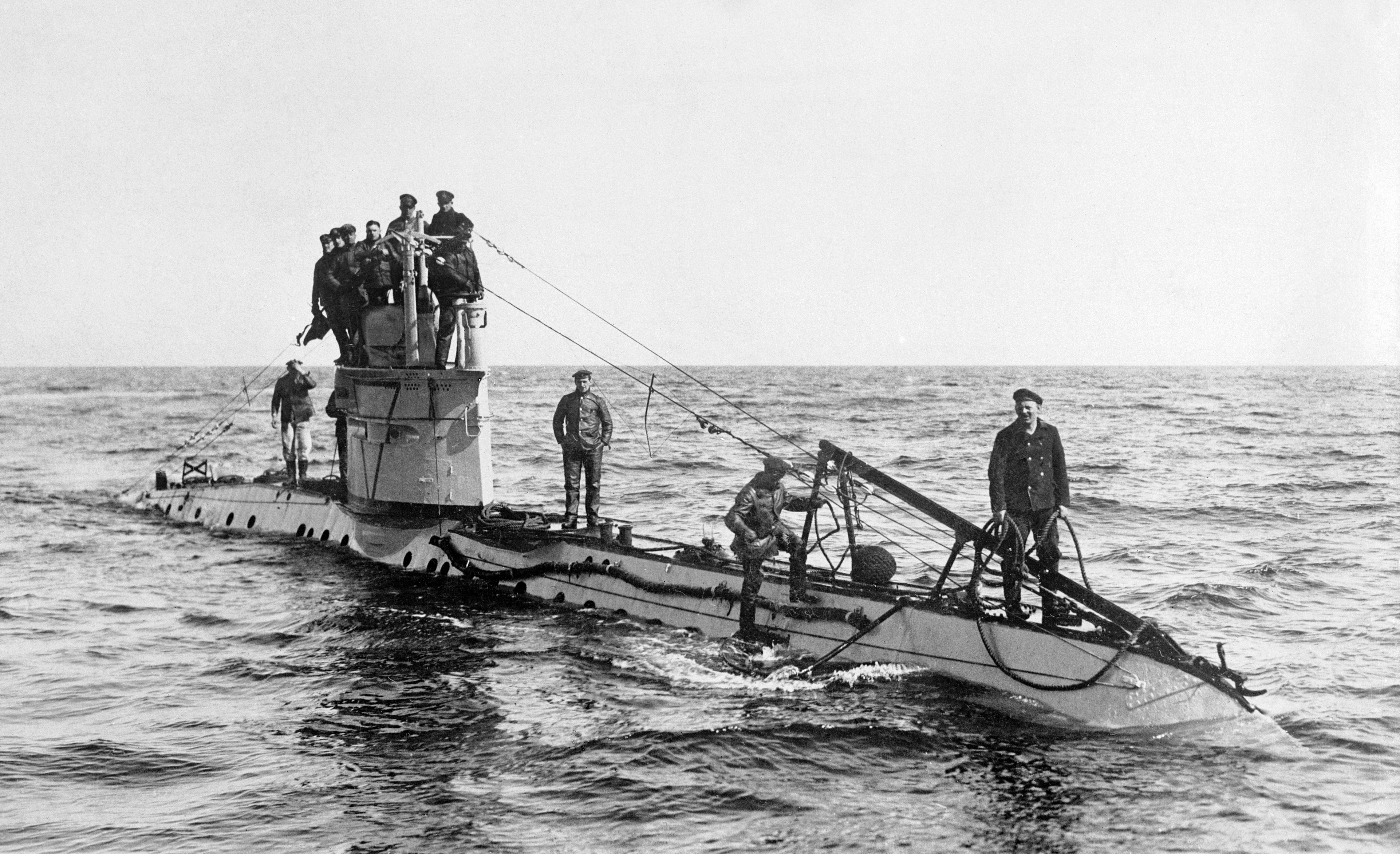
Německá ponorka z I. světové války.

Na začátku války nebyly vypracovány žádné revoluční koncepce nasazení ponorek a stále se počítalo se základní předválečnou koncepcí. Ponorky měly být nasazovány jen v blízkostí základen a jejich kořist byla do oblasti jejich působení nalákání za pomoci hladinových plavidel. Bylo to dáno především nutností, protože ponorky měli příliš malý akční rádius. Vzhledem k malým rozměrům a nutnosti početné posádky, podle typu od 40–60 členů, byla předválečná koncepce postavena na systému denního hlídkování před námořními základnami s tím, že na noc se vraceli do přístavu . To znamenalo že ponorky v původní myšlence byly konstruovány jako čistě obranná zbraň. Ale okolnosti nakonec přinutili armádních plánovačů, zejména na německé straně, přehodnotit koncepci jejich nasazení. Těžiště vývoje se přesunulo na oceánské ponorky, které byly schopny operovat na širém oceánu. Tyto byly větší a dražší, ale jako jediné mohly výrazně přispět k válečnému úsilí. Zakrátko po vypuknutí války ponorky dokázaly, že jsou schopny operovat na moři dlouhodobě. Jedním z prvních byl například kpt. Otto Hersing, který s U-21 vyplul z Wilhelmshavenu k Dardanely přes Gibraltar. V té době tam probíhala Dardanelského výsadková operace. Hersing potopil mezi 25. a 27. květnem 1915 řadové lodě HMS Triumph a HMS Majestic. Admiralita vypsala na jeho „ulovení“ odměnu 100 000 liber. Ukázalo se že U-boty jsou ideální zbraň proti obchodním lodím i když méně proti válečným. Ponorka byla na hladině rychlejší než obchodní loď. Dosahovala rychlosti cca 15 uzlů. Průměrná rychlost obchodních lodí byla 8–12 uzlů. Ponorka vyzbrojená dělem, obvykle ráže 105 mm při zásobě 200–250 nábojů a spotřebě 5–10 výstřelů na jednu obchodní loď, dokázala při jedné plavbě způsobit velké ztráty. Taktika byla jednoduchá, ponorka dostihla obchodní loď a vyzvala ji k zastavení. Pokud nezastavila, ponorka ji potopila dělostřelbou. Torpéda byly dražší než dělostřelecké náboje (torpédo stálo v té době 10 000 marek), takže si je ponorky šetřily na bitevní lodě. Tato taktika i když ideální však platila jen do té doby, dokud se nepodařilo uniknout první napadené lodi. Angličané proto začali obchodní lodě vyzbrojovat jedním-dvěma děly. Jenže v tom případě mohly být automaticky překvalifikovány na pomocné křižníky a považovány za legitimní vojenský cíl. Spojenecká odpověď na tuto taktiku byly tzv. Q-lodě, nebo lodě-pasti, které vzhledem připomínaly obchodní plavidlo (kterým před přestavbou na Q-loď i většinou byly), ale po objevení se ponorky odkryly své zbraně a mohli po ní vést palbu. I tato taktika však fungovala jen do doby, dokud se nepodařilo uniknout první ponorce. Tehdy Němci začali potápět bez výzvy (upozornění) torpédy i obchodní lodě.
Hlavním problémem všech námořních mocností byl fakt, že po vypuknutí války neměly žádné protiponorkové zbraně. Hlubinné bomby se objevily v průběhu roku 1915 a první echoloty až v 1916. Ponořená ponorka byla prakticky nenapadnutelná. Vedlo to i ke komickým pokusům, například na jaře 1915 zkoušeli v Portsmouthu učit sedat racky na periskopy, aby na nich nechali své výkaly a tím je oslepili. Dalším nápadem bylo cvičit potápěče, kteří měli natáhnout kožený pytel na periskop, eventuálně ho rozbít kladivem. Hlavní zbraní protiponorkového boje bylo pokládání minových polí v plavebních trasách. Vyžadovalo si to nasazení obrovských prostředků. Na severní uzávěru přes Severní moře bylo položeno 180 000 min. Výsledkem nepřipravenosti a nepochopení možností ponorek bylo, že na počet použitých dní na moři dosáhli daleko vyšších výsledků než za II. světové války. Dohodové mocnosti považovaly na konci války ponorkové nebezpečí za vyřešené, ale neuvědomily si, že to bylo za cenu nasazení neúměrných sil proti nepatrnému počtu cca 30 člunů na moři. V meziválečném období navíc vynález sonaru Brity uchlácholil. Toto podcenění je přišlo draho v prvních třech letech II. světové války.
Nejúspěšnějším ponorkovým esem byl německý kapitán Lothar von Arnauld de la Perière, který potopil 189 obchodních lodí (453 718 tun nákladu) a dvě malé bitevní lodě, což je rekord obou světových válek.

#### Spojené království

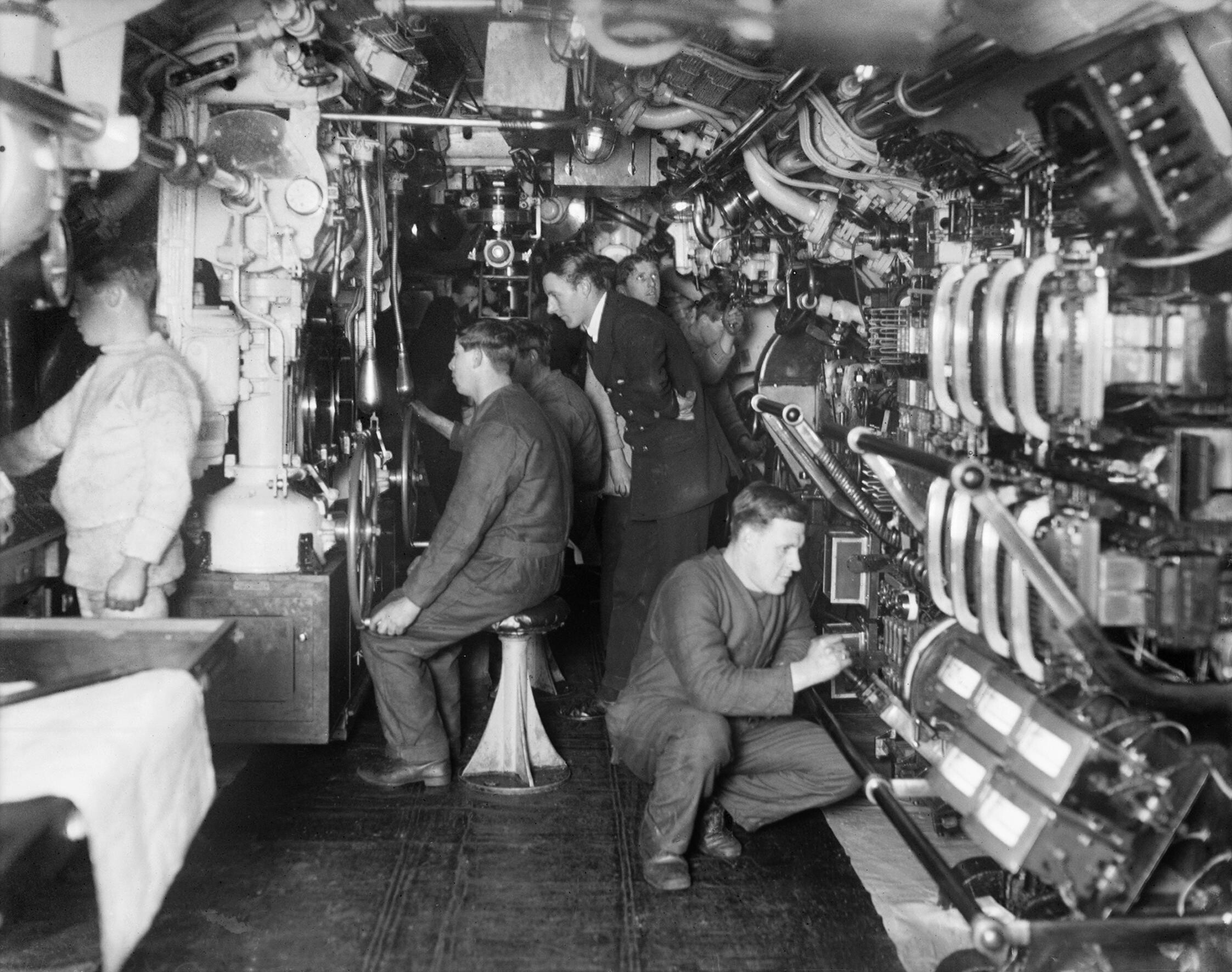
Interiér britské ponorky třídy E

Vojska Dohody používala ponorky méně. Důvodem byla poměrně slabá loďstva protivníků, důvěra ve vlastní hladinové flotily a jistá averze konzervativních vyšších námořních důstojníků vůči ponorkám. Také počáteční nepříliš úspěšné nasazení německých ponorek na důvěře této zbrani nepřidalo. Šlo o nájezd britského loďstva proti Helgolandu, kde ponorky nebyly schopny zasáhnout. Ale další úspěchy U-Bootů vedly Velkou Británii k vlastnímu vývoji ponorek, i když ty nikdy nedosáhly technickou úroveň německých. Přesto byly Britové jedni z mála, kteří byli schopni držet s Německem krok. Podařilo se jim pár technických perliček, jako např. ponorky s parním strojem nebo ponorky vyzbrojené dělem ráže 305 mm (vyrobené v počtu 3 kusů), které však nikdy nenasadili. Celá myšlenka byla o hlubokém nepochopení účelu ponorky. V roce 1916 bylo postaveno 19 ponorek třídy K, které byly poháněny na hladině parním strojem. Před ponořením bylo nutné uhasit oheň pod kotlem, vypustit páru, poskládat a stáhnout komín. Doba ponoru trvala minimálně 15 minut. 5 ponorek se ztratilo za neznámých okolností. Příčinou ztrát byla pravděpodobně vysoká vlhkost vzduchu, která vedla k elektrickým zkratům ponořené ponorky. Německá ponorka typu UB II měla dobu ponoru 15 sekund.

#### Německo
Německo vstoupilo do války se slabším hladinovým loďstvem, muselo tedy sáhnout ke všem možným prostředkem jak oslabit protivníka. Německo se rozhodlo oslabit svého největšího rivala ekonomicky. Tak, aby se námořní zásobování Velké Británie prakticky zhroutilo a mezi civilním obyvatelstvem nastal všeobecný nedostatek. To se skutečně podařilo, byl dokonce zaveden přídělový systém. Němečtí ekonomové spočítali, že pokud dokáží potopit 700 000 BRT obchodních lodí měsíčně po dobu 7 měsíců, anglická ekonomika se zhroutí. Tento cíl byl podmíněn neomezenou ponorkovou válkou tedy i potápěním neutrálních lodí. Podle námořního práva však obchodní lodě neutrálních států mohly převážet nevojenský materiál i bojujícím státům. Útok na neutrální loď byl tím pádem nepřátelským aktem. Neomezená ponorková válka tím odporovala námořnímu právu. Protože hladinové korzárské lodě byly jedna po druhé zneškodněné, začalo se těžiště námořní války přesouvat na ponorky. 5. září 1914 potopila německá ponorka U-21 loď HMS Pathfinder, která se tak stala první lodí, kterou potopila ponorka torpédem. Ale prvním slavným zásahem německých ponorek bylo potopení tří britských křižníků německou ponorkou v průběhu jediné hodiny. Stalo se to 25. září 1914 při nizozemském pobřeží. U boku HMS Hogue nastal výbuch a loď se začala rychle potápět. Kapitán usoudil, že loď narazila na minu. HMS Cressy zastavila a spustila záchranné čluny, v průběhu záchranné akce byla sama zasažena a šla ke dnu. Zastavil i třetí křižník HMS Aboukir a vzápětí byl torpédován dvěma torpédy z ponorky U-9 poručíka Weddingena. Při katastrofě zahynulo kolem 1 200 námořníků. Jeden britský osmnáctiletý námořník tehdy vytvořil těžko překonatelný světový rekord, když byl za hodinu třikrát ztroskotancem. Nasazení německých ponorek mělo za následek, že britská admiralita zakázala s okamžitou platností těžkým lodím zastavovat na moři a poskytovat pomoc potápějícím se lodím. Došlo k vážným technickým změnám v konstrukci, zesilovalo se lodní dno, přidávaly se přepážky a protitorpédové obšívky. Otto Weddingen dostal nejvyšší pruské vyznamenání Pour le Mérite. Jedinou bitevní lodí, která kdy potopila ponorku, je křižník HMS Dreadnought. Stalo se tak 29. března 1915, kdy taranoval německou ponorku U-29, přitom zahynula celá posádka.

### Druhá světová válka

#### Německo
Německo vstupovalo do války s 50 ponorkami, z nichž bylo schopných bojového nasazení asi 24. Protože v bojové oblasti mohlo být vždy z celkového počtu nasazených maximálně třetina, druhá třetina byla v přístavu a třetí třetina se přesouvala, reálně operovalo jen 8 ponorek. V počtu výstavby ponorek během války Německo překonalo všechny ostatní země, když postavilo více ponorek než všechny ostatní mocnosti celkem (cca 1 100 kusů). Vývoj staveb ponorek z hlediska konstrukce i počtu byl nesrovnatelný s jakoukoliv jinou námořní mocností. Účelem bylo přerušit námořní dopravní spoje do Evropy. Hlavně Velká Británie na nich byla životně závislá. V případě úspěchu by USA vůbec nemohly zasáhnout do války v Evropě. Celý boj se nazýval bitva o Atlantik. Ztráty německých ponorek byly vysoké. I když se údaje rozcházejí, dosahovaly až 90% bojově nasazených posádek. Z celkového počtu 40 000 příslušníků ponorkového loďstva se zúčastnilo bojů 32 000 námořníků. Z nich se nevrátilo asi 29 000. 25 000 z nich zahynulo a přibližně 4 000 bylo raněných a zajato. Němci dosahovali obrovských úspěchů zejména kvůli nepřipravenosti britské protiponorkové obrany, jakož i díky kvalitě svých ponorkových kapitánů jako byli Prien, Otto Kretschmer, Joachim Schepke, Luth. 25 německých kapitánů ponorek dokázalo potopit lodi s tonáží 100 000 GT a více. Nejvíce lodní tonáže potopil Kretschmer – 267 000 BRT a torpédoborec HMS Daring. V boji proti válečným lodím v první fázi války patří mezi jejich úspěchy potopení letadlové lodě HMS Courageous a bitevní lodě HMS Royal Oak; letadlová loď HMS Ark Royal unikla torpédování jen se štěstím, pro technické závady německých torpéd.
Na začátku zavedení konvojů němečtí velitelé ponorek potápěli při jednom útoku na konvoj i 7 lodí najednou. Vděčili za to hlavně slabému zajištění konvojů, kde na jeden konvoj připadaly jen dvě až tři doprovodná plavidla. Tyto úspěchy mohly být mnohem vyšší nebýt technických problémů s torpédy. Torpéda měla elektromagnetické zapalovače, která měla explodovat v momentě, kdy torpédo bylo pod lodí. Problém byl v tom, že elektromagnetické pole není stálé (což tehdejší inženýři a vědci neznali), a že torpéda nedokázala držet přednastavenou hloubku. Velkým problémem bylo proto správně nastavit zapalovače, což mělo za následek pouze 30% účinnost torpéd. Kapitán Prien v hlášení z norského tažení napsal, že vystřelil salvu 6 torpéd proti vícero lodím na vzdálenost 2000 metrů, nevybuchlo ani jedno. Admirál zodpovědný za vývoj torpéd byl postaven před vojenský soud, jenže to nemohlo pomoci. Problémy s torpédy Němci vyřešili až roku 1943. Britská obrana se postupně konsolidovala a ponorky se dostávaly do defenzívy.
Dalším významným mezníkem bylo získání kódovacího zařízení Enigma. 9. května 1941 se Spojencům vzdala posádka těžce poškozené ponorky U-110, a Spojenci tak získali nepřátelskou ponorku s veškerým příslušenstvím, včetně šifrovacího stroje Enigma a aktuálních kódů. Angličané přiznali, že byli schopni rozluštit všechny německé zprávy až v 70. letech.
Od začátku roku 1942 začaly být eskortní lodě vybavovány vysokofrekvenčními zaměřovačem rádiových signálů, High Frequency Direktion Finder, HF-DF. Němci předpokládali zaměřování z pozemních stanic, ale vzhledem k času, vzdálenosti a době potřebné na zpracování tomu nepřikládali význam. Aby mohli Němci řídit taktiku útoků vlčích smeček, museli velitelé pravidelně podávat zprávu o poloze, stavu torpéd, o počasí, předpokládané době návratu atd. To znamenalo že ponorky denně vysílaly a tím se prozrazovaly. Eskortní lodě dokázaly ponorku v blízkosti konvoje lokalizovat skoro okamžitě.

##### Taktika německých ponorek
Začátkem roku 1940 přišel velitel ponorkového loďstva, admirál Dönitz s nápadem skupinových útoků ponorek v noci na hladině. Vycházel z úvahy, že ponorka na hladině je nezachytitelná sonarem a opticky skoro nepozorovatelná, protože vyčnívá pouze 3 až 4 metry nad hladinou. To byla tzv. Taktika vlčích smeček. Počítal i s tím, že eskortní lodě nemohou dlouhodobě pronásledovat odhalenou ponorku protože konvoj byl vystaven útokům dalších. Ponorky přes den pluly na hladině za konvojem, případně čekaly v předstihu, podle hlášení xB-dienst o poloze konvoje. Taktika fungovala až do roku 1943 perfektně. Vlčí smečky se skládaly podle situace z 10–25 členů. Nevýhoda byla, že během plavby konvoje se všechny ponorky nestihly dostat ke konvoji. Prakticky to byla jedna dvě ponorky, až při pobřeží se počet zvýšil na pět až osm, ale tehdy se ke konvoji připojovaly i lodě vyslané od cílového pobřeží. Po nalezení konvoje se ponorka držela v závěsu, a podávala informace o pohybu. Ponorkové velitelství oznamovalo průběžně ostatním ponorkám pohyb konvoje a navádělo ponorky, které byly schopny ho dostihnout. Útoky byly podnikány v noci, většinou z hladiny a z tmavší části horizontu.
Hitler měl fobii, že Spojenci napadnou německé jednotky v Norsku a z toho důvodu držel 21 ponorek severně od Shetlandských ostrovů, jedné z nejopuštěnějších oblastí na světě. Dalších 20 ponorek nařídil poslat do Středozemního moře. V boji proti obchodním lodím zde ponorky nezaznamenaly nic významného. V boji proti válečným plavidlům dokázaly potopit HMS Barham, letadlové lodě HMS Ark Royal a HMS Eagle, plovoucí ponorkovou základnu HMS Medway a několik křižníků.
Na konci války se stalo neřešitelným problémem obsazení nových ponorek, především po 1. únoru 1945, kdy sovětská ponorka S-13 kapitána 3. stupně Marineska torpédovala u Gdaňsku pasažérskou loď Wilhelm Gustloff. Na lodi bylo přepravováno 2500 příslušníků 2. ponorkové flotily, (2 unterseeboot-lehrdivizon), kteří měli být posádkami nových ponorek.
Německo potopilo ponorkami během války 14 milionů tun obchodní tonáže a 190 válečných lodí z toho 6 letadlových. Ztratilo 800 ponorek, 90% ze všech nasazených. Ke dnu kapitulace mělo Německo k dispozici 300 ponorek, částečně rozestavěných nebo již probraných Kriegsmarine, všechny Waltrova typu. Poslední německá ponorka se vzdala 17. srpna 1945 v Mar del Plata. U-977 nadporučík Schaeffer. Celá posádka se skládala z námořníků, který přišli o celé rodiny. Šlo o typ VII-C, tedy člun krátkého dosahu, který v těchto vodách neměl co dělat. Nikdy nebylo zveřejněno, co vlastně do Argentiny po válce dovezl.

#### Spojené království

##### Protiponorkové obrana
Začátkem 2. světové války urychlilo zavedení konvojů potopení pasažérské lodě SS Athena 2. září 1939 poručíkem Lempem z ponorky U-30.

##### Konvoj
Anglické námořnictvo již roku 1917 přišlo na to, že vytváření konvojových sestav obchodních lodí má dva účinky. Ponorky měly zlomek cílů na potenciální útoky, protože hledat na ploše oceánu konvoj je jen o málo jednodušší než hledat jednu loď. Pravděpodobnost nalezení cíle se matematicky zvyšuje počtem lodí plovoucích roztroušeně. Lodě konvojů bylo navíc možné, poměrně dobře chránit válečnými loděmi. Výsledkem bylo sestavování flotil několik desítek obchodních lodí chráněných eskortních plavidly. Šlo o směs lodí, od torpédoborců, korvet a fregat po letadlové lodě.
Konvoje se skládaly podle potřeby obvykle z několika desítek nákladních lodí, které pluly v několika řadách, po obvodu chránily takovou formaci eskortní lodě. Ve středu konvoje plavala obvykle další eskortní loď, jejímž úkolem bylo napadat ponorky, které prorazily vnější obranu. Existovaly pomalé konvoje, tvořené loděmi, které dokázaly vyvinout rychlost alespoň 8,5 uzlu. Lodě v rychlých konvojích pluly někdy i dvakrát tak rychle. Rychlost konvoje byla vždy určena maximální dosahovanou rychlostí nejpomalejší lodi. Problémem sestavování rychlých konvojů byla eskorta. Korvety a fregaty dosahovaly rychlosti maximálně 17 uzlů, při jakékoliv prodlevě nebyly schopny konvoj dostihnout. Proto jejich ochranu mohly tvořit pouze torpédoborce, ale těch byl věčný nedostatek. Spojenci nasadili v Atlantiku celkem přibližně 4 000 eskortních lodí. Poměr eskortních lodí a ponorek v Atlantiku se pohyboval 7–10 ku jedné ponorce.
Pro ponorky představoval konvoj zlomek z množství cílů a příležitostí k útoku, ve srovnání se stejným množstvím roztroušených lodí plovoucích o samotě. Výhodou konvojů byla i možnost krýt nejcennější lodě (letadlové, cisternové a transportní s důležitým nákladem) ve středu sestavy méně hodnotnými plavidly na okraji. Okrajové lodě byly obvykle prvním cílem útoků, ale eskortní plavidla měla možnost efektivně odrážet i náhle útoky. Tím se z konvojů stala poměrně účinná obrana před ponorkami. Navíc poté, co Spojenci získali dostatečný počet protiponorkových plavidel a založili stíhací skupiny, které nebyly vázány přímo na ochranu konvoje, ale na vyhledávání nepřátelských ponorek, německé ponorky již nedosahovaly takových úspěchů, jako na začátku války.

#### Spojené státy
Ponorky USA do první světové války prakticky nezasáhly. Při vstupu do druhé měli Američané k dispozici 112 ponorek, ale 60 z nich bylo více než 20 let starých a mnohé nemohly sloužit ani na výcvik. Hlavním typem byla třída Salmon. Šlo o oceánskou ponorku o výtlaku 1 500 t, s akčním rádiem až 12 000 mil. Počítalo se s nasazením v Pacifiku proti Japonsku. Od roku 1943 začaly mohutnou ofenzívu proti japonské plavbě. Dokázaly do konce války potopit 4,9 milionu tun obchodní tonáže a 260 válečných lodí všech kategorií. To vše při ztrátě 54 člunů. V roce 1945 se japonská námořní doprava zcela zhroutila.
Námořnictvo Spojených států amerických používalo ve válce většinou ponorky třídy Gato a třídy Balao, ke konci války přibyla třída Tench. Tyto ponorky patřily k nejlepším na světě z hlediska vybavení pro pobyt posádky. Měly například automatické pračky a sprchy, o čemž se například na německých ponorkách nikomu ani nesnilo. Jejich nejzávažnějším problémem byla ale velmi poruchová torpéda s nespolehlivými magnetickými a kontaktními zapalovači. Tyto problémy následně přivedly Japonce k trestuhodnému zanedbání protiponorkové ochrany. Po nečekaném vyřešení těchto problémů pak Japoncům skokem narostly ztráty a ani promptní vytvoření protiponorkových jednotek, které se vyznačovaly velkou efektivitou (tzv. kaibókany), již situaci nezvrátilo.
Hlavní příčinou úspěchů amerických ponorek v době, kdy jejich mnohem dokonalejší německé protějšky byly pronásledovanými oběťmi, spočívala v katastrofální úrovni japonské obrany. Je zarážející, že Japonsko, ostrovní stát závislý na námořní komunikacích, takto zanedbalo obranu. V ponorkovém loďstvu se tradovala historka, i když nepravdivá, o americké ponorce, která potopila japonskou loď v loděnici, když ji spouštěli na vodu. Ale svědčí to o rozsahu sebevědomí a skutečné nadvlády ponorek. Katastrofou byla úroveň amerických torpéd, nedokázala držet hloubku, běžně se nořila až o 3 metry hlouběji. Selhávaly jim zapalovače a nedokázala držet směr. Ponorka USS Tang jednoho z nejlepších kapitánů Richarda O'Kanea byla potopena vlastním torpédem, které změnilo směr o 180°. O'Kane přežil a z moře ho vylovila japonská eskortní loď.
Jedním z největších úspěchů amerických ponorek bylo potopení letadlové lodi Šinano, tehdy největší na světě. Byla zasažena salvou 6 torpéd z ponorky USS Archer-Fish, Korvetní kapitán Enright nevěděl, co torpédoval; nahlásil potopení eskortní letadlové lodi. Byla to největší loď v historii potopená ponorkou.

#### Japonsko
Císařské Japonsko vstupovalo do války s 68 ponorkami, ale třetina byla prakticky nepoužitelná. Vzhledem k rozloze Pacifiku a tedy nemožnosti jeho bránění, se Japonci nikdy nevěnovali systematicky boji proti obchodním lodím. Japonské ponorky technicky zaostávaly z hlediska technických vlastností pod hladinou a kvůli vysoké hlučnosti. V rychlosti na hladině však patřily ke světové špičce. Jejich hlavní devizou byla kvalita torpéd, typ 93 byl v té době bezkonkurenčně nejlepší na světě. Torpédo s bojovou náplň 490 kg TNT dosahovalo při dosahu 10 mil rychlost 36 uzlů. Jakékoliv jiné torpédo přesahovalo svými výkony dvojnásobně. Japonci proto preferovali riskantní útoky na válečné lodě a speciální úkoly. Japonská stavba ponorek se v průběhu války dost odlišila od ostatních námořních mocností. Velení mělo obrovský problém zásobovat posádky odříznutých základen na tichomořských ostrovech, kvůli americké námořní a letecké blokádě přicházelo v úvahu jedině zásobování ponorkami. Proto se japonské námořnictvo zaměřilo na stavbu speciálních ponorek určených na zásobování, nosičů sebevražedných torpéd Kaiten a nosičů letadel. Postavili 4 největší ponorky na světě o výtlaku 6500 tun. Byly určeny jako nosiče malých hydroplánů nesených ve speciálních pouzdrech (vodotěsných hangárech) na palubě, každá loď nesla 3 taková letadla. Měly vyplout ze Singapuru v srpnu 1945 a z Karibského moře napadnout Panamský průplav. Operaci zmařila kapitulace Japonska.
Japonci dosáhli největších úspěchů v boji proti válečným lodím v průběhu bitvy o Guadalcanal. 10. září 1942 o 14:45 vystřelila ponorka I-19 poručíka Kinašiho salvu 6 torpéd proti americkému svazu TF-19 kontradmirála Noyese. Dvě zasáhla letadlovou loď USS Wasp, jedno torpédoborec USS O'Brien, čtvrté novou bitevní loď USS North Carolina. Wasp se potopila, O'Brien šel pod hladinu o měsíc později kvůli strukturálním škodám způsobených tímto torpédem a North Carolina byla poškozena. Tato akce je považována za jeden z nejúspěšnějších ponorkových útoků během války.
Posledním velkým úspěchem bylo potopení těžkého křižníku USS Indianopolis v noci z 29. července na 30. července 1945 ponorkou I-58 korvetního kapitána Hašimota. Loď byla potopena poté, co na Tinianu vyložila klíčovou součástku atomové bomby Little Boy – uranovou náplň. Katastrofu nepřežilo 883 členů posádky, z toho nejméně 500 v důsledku selhání americké organizace záchranných prací. Loď 4 dny nikdo nepostrádal, ztroskotanci byli náhodně zpozorováni přelétávajícím letadlem.
Japonsko ztratilo během války 130 ponorek, které dokázaly potopit 3 letadlové lodě, 2 křižníky, 7 torpédoborců, ale jen 900 000 BRT obchodních lodí.

#### Itálie
Itálie vstupovala do války s druhou největší ponorkovou flotilou na světě, hned po SSSR, měla 115 člunů. Při návštěvě Hitlera Mussolini předvedl vynoření 100 ponorek najednou. Italské válečné loďstvo bylo podle Washingtonské smlouvy z roku 1923 čtvrté největší na světě a jedno z nejmodernějších. Podobně jako většina italských vojsk během války, i italské ponorkové loďstvo na své protivníky pak nestačilo.
V hladinových lodích představovaly italské konstrukce v mnoha směrech světovou špičku, ale v ponorkách patřily k nejhorším. Problémem byly i vnitřní vztahy v posádkách, např. strava se vařila v kategoriích pro důstojníky, poddůstojníků a mužstvo zvlášť, což bylo na německé ponorce nepředstavitelné. Úspěchy, které dosáhla ponorková flotila, byla dílem několika jednotlivců. Hlavně z 10. lehké torpédové flotily v přístavu La Spezia, MAS, její částí byl potápěčský oddíl určený k obsluze „živých torpéd“. Bylo to upravené torpédo, na kterém seděli obkročmo dva potápěči a řídili ho. Výzbroj tvořila přísavná mina s bojovou hlavicí 400 kg TNT. K cíli, což byla vždy nepřátelská základna, byly dopraveni ponorkou, obvykle to byla Sciré. Velel jí jeden z nejlepších kapitánů, kníže Borghese. 19. prosince 1941 uskutečnili svou nejslavnější akci. Tři torpéda vnikla do Alexandrijského přístavu a umístila nálože pod řadové lodě HMS Valiant, HMS Queen Elisabeth a tanker. Lodě klesly na dno, ale pro malou hloubku jim zůstaly paluby nad hladinou. Byl to jeden z největších úspěchů italského námořnictva. Všech šest potápěčů akci přežilo a skončilo v zajetí. Námořní kapitán Morgan, velitel Valianta, v r. 1944 připnul veliteli útoku, poručíku de La Penne, nejvyšší italské vyznamenání, Medaile Di Oro za tuto akci. Morgan v té době byl kontradmirál a vedoucí spojenecké mise při italské vládě. Britové ztrátu těchto lodí tajili až do konce války. Oznámil ji až W. Churchill v parlamentu po kapitulaci Itálie. Tento útok měl za následek, že i námořní mocnosti, které se na podobné bojové prostředky dívaly prozíravě, začaly s jejich vývojem. První z nich bylo Spojené království a Německo.
47 italských ponorek zaujalo postavení již den před vyhlášením války, výsledek byl katastrofální, potopily starý křižník Calypso a jednu cisternovou loď, ale šest se jich ztratilo. Protože ve Středomoří nedosahovaly žádné úspěchy, na žádost Mussoliniho se připojily do bitvy o Atlantik. Operovala tam i nejúspěšnější italská ponorka Da Vinci. Dokázala potopit podle rozdílných údajů 12 nebo 17 lodí. Mnozí kapitáni si neúspěchy vynahrazovali v hlášeních. Rekord vede korvetního kapitán Enzo Grossi, ponorka Barbarigo, který podle vlastních slov 20. května 1942 potopil řadovou loď třídy Maryland a v říjnu řadovou loď Mississippi o výtlaku 34 000 BRT. Ve skutečnosti vystřelil salvu torpéd na HMS Petunia, o výtlaku 915 BRT, kterou ale nezasáhl. Od Němců dostal Rytířský kříž a byl mimořádně povýšen. Ve skutečnosti potopil za celou kariéru dvě obchodní lodě. Celkově za podobné výkony dostali Rytířské kříže tři italští kapitáni. Seekriegsleitung o těchto hlášeních velmi pochybovala, ale vzhledem k válečné spolupráci se tvářila, že jim věří. V prvním pololetí 1942 potopily italské ponorky v celém Středomoří jednu neutrální loď. O příčinách výkonů italského loďstva se dodnes diskutuje. Na moři se není kde skrýt a těžko utéct. Itálie ztratila v bojích 84 ponorek, jejím přínosem byla zmíněná živá torpéda.

### Studená válka
Na konci druhé světové války námořní mocnosti znovu považovaly ponorkové nebezpečí za vyřešené. Až zkoušky ukořistěných Waltrowých ponorek německé výroby je přesvědčily jak se mýlí. Zlomem bylo hlášení kapitána Schnee o jeho poslední bojové plavbě. Vývoj se ubíral dvěma směry, klasickými a nukleárními.
Atomové ponorky byly od počátku 50. let konstruovány ve dvou kategoriích, jako strategické nosiče nukleárních raket, nebo jako útočné, určené k boji proti strategickým ponorkám a hladinovému loďstvu. Strategická atomová ponorka je nosičem balistických raket, podle typu 16–24 kusů. Současně disponuje několika nezávisle naváděnými hlavicemi. To znamená, že strategická ponorka je po odpálení schopna zasáhnout desítky cílů.
V průběhu 60. let nastal obrovský rozvoj sovětského ponorkového loďstva. Sovětské loďstvo mělo na přelomu 60. a 70. let v operační službě zhruba 180 atomových ponorek. Jejich technické parametry jsou dodnes tajné, podle velmi nespolehlivých zdrojů se hloubka ponoru pohybuje od 500 do 2000 metrů, rychlost kolem 30 uzlů. Trup je zkonstruován z titanových slitin. Jejich hlavní základnou byl Murmansk v Severním a Vladivostok v Tichém oceánu, bojovou zónou byla oblast severně od Bahamských ostrovů po Grónsko. Z této oblasti byly schopny zasáhnout raketami zhruba polovinu území USA. Jejich druhá operační zóna byla Východní Pacifik, u pobřeží Kalifornie.
Bojovou zónou amerických strategických ponorek byla hlavně Arktida, Barentsovo moře a východní Pacifik. Hlavní základnou byl Norfolk. Druhou bojovou zónou byl Indický oceán kde mohly zaútočit na cíle v jižních oblastech SSSR. Základnou byl ostrov Diego Garcia. Američané to dodnes veřejně nepřiznali. Snahou obou mocností bylo sledovat strategické ponorky nepřítele a lokalizovat jejich polohu. V praxi to znamenalo, že americké útočné ponorky čekaly v Barentsově moři na své sovětské protivníky, kteří vypluli z Murmansku a sledovali je v těsném závěsu. Druhá možnost byla čekat na ponorky v Dánskem průlivu. Filozofie spočívala o tom, že lokalizovanou strategickou ponorku je možné zničit dokud neodpálí strategické rakety. Největší konfrontace obou mocností hrozila v průběhu kubánské krize. Po zastavení sovětských lodí s nákladem raket Američané objevili sovětskou ponorku, která lodě chránila. Na rozkaz prezidenta Kennedyho ji americký torpédoborec přinutil vynořit se. Teprve v roce 2000 Rusové přiznali, že ponorky byly dvě, přičemž druhá pobývala ve vzdálenosti 5 km, na dostřel od amerického svazu lodí. Poslední plavidlo potopené ponorkou, je argentinský křižník ARA General Belgrano potopený britskou ponorkou HMS Conqueror během války o Falklandské ostrovy.

### Současnost
Klasické ponorky mají oproti atomovým výhodu v tichém chodu. Slabinou atomových ponorek je vysoká hlučnost způsobovaná čerpadly na chlazení reaktoru, zvuk se totiž pod vodou šíří 5x lépe než ve vzduchu. Současné klasické ponorky jsou postaveny z hliníkových slitin, aby nevyvolávaly magnetické pole, tím jsou odolné proti měření magnetických anomálii. V současnosti je největší exportér klasických ponorek Německo. Nabízí typ XX7 poháněný univerzálním palivovým článkem na vodík. Je považován za nejlepší klasickou ponorku na světě.